# Resavska
Resavska (en serbe cyrillique : Ресавска) est une rue de Belgrade, la capitale de la Serbie, située dans les municipalités urbaines de Vračar et de Savski venac.

## Parcours
La rue Resavska naît au niveau du Bulevar kralja Aleksandra (le « Boulevard du roi Alexandre ». Elle s'oriente vers le sud-ouest et laisse sur sa droite la rue Lazarevićeva ; elle croise ensuite la rue Krunska et laisse sur sa droite la rue Mišarska. Toujours en direction du sud-ouest, elle croise la rue Kralja Milana, laisse sur sa droite la rue Masarikova puis longe, sur sa droite, le parc du Manjež (Manège) avant de croiser les rues Nemanjina, Birčaninova et Vojvode Milenka. Elle traverse les rues Miloša Pocerca (à droite) et Pasterova (à gauche). Elle se termine au carrefour des rues Pasterova (avec son centra médical), Višegradska et Dr. Koste Todorovića.

## Architecture
Au n° 30 de la rue se trouve l'église russe de la Sainte-Trinité.
Le bâtiment de l'association des journalistes serbes, situé 28 rue Resavska, a été achevé en 1934 d'après un projet de l'architecte Ernest Vajsman ; il est caractéristique du style moderniste et est inscrit sur la liste des biens culturels de la ville de Belgrade.

## Culture
Le TeaTar 78, un théâtre pour les enfants, est situé au n° 78,.

## Éducation
L'école élémentaire Petar Petrović Njegoš est située au n° 61. Le lycée Saint-Sava (Gimnazija Sveti Sava), dont l'origine remonte à 1910, se trouve au n° 58. L'Université populaire Veselin Masleša est située au n° 78.

## Institutions
Au n° 42 se trouve la Cour suprême de cassation de Serbie (Vrhovni kasacioni sud Srbije).
Au n° 46 se trouve l'ambassade de Grande-Bretagne en Serbie.

## Santé
Au n° 51 se trouve l'Institut d'urologie et de néphrologie (Institut za urologiju i nefrologiju). L'Institut de rhumatologie (Institut za reumatologiju) est situé au n° 69.

## Économie
La rue Resavska, au n° 31, est le siège de la société Jugohemija Beograd ; cette entreprise travaille dans le domaine de l'industrie pharmaceutique.
Des supermarchés Mini Maxi se trouvent dans la rue, l'un au n° 48, l'autre aux n° 68-70.
L'Hostel Manga, une auberge de jeunesse, est situé au n° 7 de la rue.

## Transports
La rue est desservie par trois lignes de tramway de la société GSP Beograd : les lignes 3 (Tašmajdan - Kneževac), 7 (Ustanička - Blok 45) et 7L (Tašmajdan - Blok 45). La bus 74 (Omladinski stadion – Bežanijska kosa) passe aussi dans la rue.